# Paul Fabre (historiker)
Paul Fabre, född 1859 i Saint-Étienne, död 1899 i Versailles, var en fransk historiker.
Fabre var en tid professor i antikens och medeltidens historia vid Lilles universitet och blev kort före sin död bibliotekarie vid Institutet. Hans avhandling Étude sur le Liber censuum de l'église romaine (1892) innehåller en värdefull framställning av den kyrkliga organisationen under Innocentius III och dennes närmaste efterföljare. Fabre utgav även en kritisk, kommenterad upplaga av Cencio Savellis Liber censuum (i "Bibliothèque des écoles françaises", 1889 och flera följande), samt samarbetade med Goyau och Pératé i praktverket Le Vatican (1895).